# Апокатастаза
Апокатастаза (грч. ἀποκατάστασις — повратак у првобитно стање) представља мисао о цикличном враћању света на стање у ком се претходно налазио. У хришћанском богословљу овај појам се односи на спекулацију о свршетку историје, по којој ће свет, који се открио човеку после његовога пада у грех, на крају бити васпостављен у своје првобитно стање ради свеопштег спасења, и то кроз сукцесивне етапе а благодарећи Христовој благодати, која не допушта вечно губљење Његове творевине нити пак вечне муке. Последице оваквог учења веома су радикалне: недостатак било ког процеса освећења, укидање свеопштег суда, невечност пакла, па чак и спасење ђавола (Ориген, О начелима, III, 6,5). Иако је својим космичким оптимизмом повукла неке богослове из патристичког периода (Григорија Ниског, Дидима Слепог), апокатастазу је осудио Пети Васељенски Сабор (Цариград, 553) као оригеновско погрешно учење. Библијска тврдња о поновном васпостављању твари (Пост. 3,21), као и учење о суботствовању Божијем, неподударно је са апокатастазом, која је чисто есхатолотшка спекулација.